# Міністерство архітектури та будівництва Республіки Білорусь
Міністерство архітектури і будівництва Республіки Білорусь (Мінархбуд Білорусі) — відомство уряду Білорусі, уповноважене розробляти і здійснювати державну політику в сфері будівництва. Міністр призначається і знімається з посади президентом, а його заступники (4, один з яких перший) — урядом за погодженням з президентом. З 4 березня 2025 року пост міністра займає Олександр Вікторович Студнєв.

## Історія
У 1994 році уряд перетворив Державний комітет по архітектурі і будівництву в Міністерство архітектури і будівництва. Постановою від 18 жовтня 1994 року № 125 уряд Білорусі надав міністерству тимчасові положення. Більш як через 2 роки, Постановою від 14 квітня 1997 року № 307 уряд надав відомству постійний статут. Згідно з Постановою від 25 жовтня 2001 року № 1541 МАБ Білорусі отримав нове положення.